# Malapterus reticulatus
Malapterus reticulatus - gatunek morskiej ryby z rodziny wargaczowatych. Jedyny przedstawiciel rodzaju Malapterus.

## Występowanie
Południowo-wschodni Ocean Spokojny wokół archipelagu Juan Fernández.